# Spermophora sangarawe
Spermophora sangarawe là một loài nhện trong họ Pholcidae. Loài này được phát hiện ở Tanzania.